# Makiko Esumi
Makiko Esumi (jap. 江角 マキコ, Esumi Makiko; geboren am 18. Dezember 1966 in Izumo, Japan) ist eine japanische Schauspielerin, Model und Lyrikerin.

## Leben
Als Schülerin arbeitete Makiko Esumi als Miko im Izumo-Taisha. Später spielte sie Volleyball im Team von Japan Tobacco. Ihr schauspielerisches Debüt erfolgte 1995 in der Rolle der Yumiko im Film Maboroshi – Das Licht der Illusion von Hirokazu Koreeda.
Bekanntheit erlangte Esumi als Darstellerin in der japanischen Fernsehserie Shomuni. Im Jahre 2017 gab Esumi ihren Ausstieg aus dem Filmgeschäft bekannt.

## Filmografie (Auswahl)
- 1995: Maboroshi – Das Licht der Illusion
- 1997: Koi wa Maiorita
- 2000: Dinosaur
- 2001: Pistol Opera
- 2002: Inochi
- 2004: Tsuribaka Nisshi
- 2006: Mushishi